# Szentháromság-oszlop (Olomouc)
„A Mindenható Úristen, Szűz Mária és a szentek tiszteletére és dicsőségére emelem ezt az oszlopot, melyhez hasonló méretű egyetlen más városban sem fog állni.”
Idézet Václav Render olmützi kőfaragómester bejegyzéséből
Az olomouci (olmützi) Szentháromság-oszlop 1716 és 1754 között épült az Úr dicsőségére. A fő cél a katolikus egyház  dicsőségének és hitének demonstrálása volt, illetve részben annak a hálának a kifejezése, hogy véget ért a pestis, ami 1714 és 1716 között pusztított Morvaországban. Figyelembe véve, hogy minden művész és mester, aki az oszlopon dolgozott, olomouci lakos volt, az oszlop felállítása a lokálpatriotizmus kifejezéseként is értelmezhető.

## Története
A pestisoszlopok építése elsősorban a tridenti zsinat után terjedt el, és a barokk stílus jelentős megjelenési formája. A római Piazza Santa Maria Maggiore téren álló, 1614-ben emelt oszlop szolgált példaként a többi hasonló alkotáshoz.
Az Olmützben dúló pestisjárvány befejeződéséért szóló hálaként először a Mária-oszlopot készítették el a Dolné náměstie-n. Alkotója, Václav Render kőfaragómester és császári építész azonban úgy érezte, ez nem elég hálaadás, ezért terjesztette elő azt a javaslatát, miszerint a szomszédos Horné náměstie-n építsenek még egy oszlopot, sokkal nagyobb szabásút. Javaslatát jóváhagyta a városi tanács. Kidolgozták a terveket, és anyagilag is segítettek az alkotásban.
Az olmützi szentháromság-oszlop több művész és mester főműve lett, bár nem sok hírnevet hozott számukra. Közülük az első, aki már az építés közben meghalt, éppen Václav Render volt, aki csak az első szint megépítését érhette meg. Hátrahagyott örökségét azonban végakarata szerint az oszlop építésére használták fel.

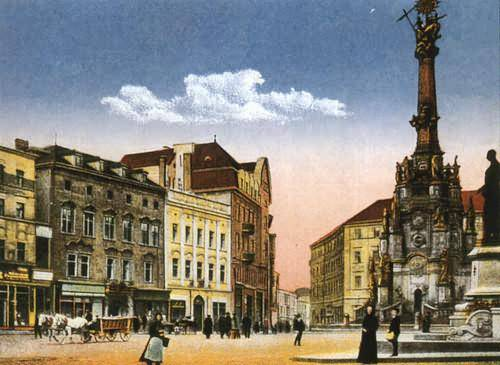
Történelmi kép az oszlopról

Követői közül sem František Thonecky, Jan Václav Rokicky, sem Augustin Scholtz nem láthatta az elkészült oszlopot. A művet végül Rokicky fia, Jan Ignác fejezte be. A nagyszabású szobordíszítés megalkotását Filip Sattler kezdte el. Halála után Ondřej Zahner folytatta a munkát, aki elhunytáig 7 év alatt 18 szobrot és 9 reliefet alkotott. Nála ismertebb volt Šimon Forstner aranyműves, aki a Szentháromságot és a Szűz Mária mennybevételének dogmáját ábrázoló aranyozott rézszobrokat készítette. Sikerült befejeznie művét, bár munkája közben megrendült az egészsége, mivel higanyt használt, ami mérgező hatású.

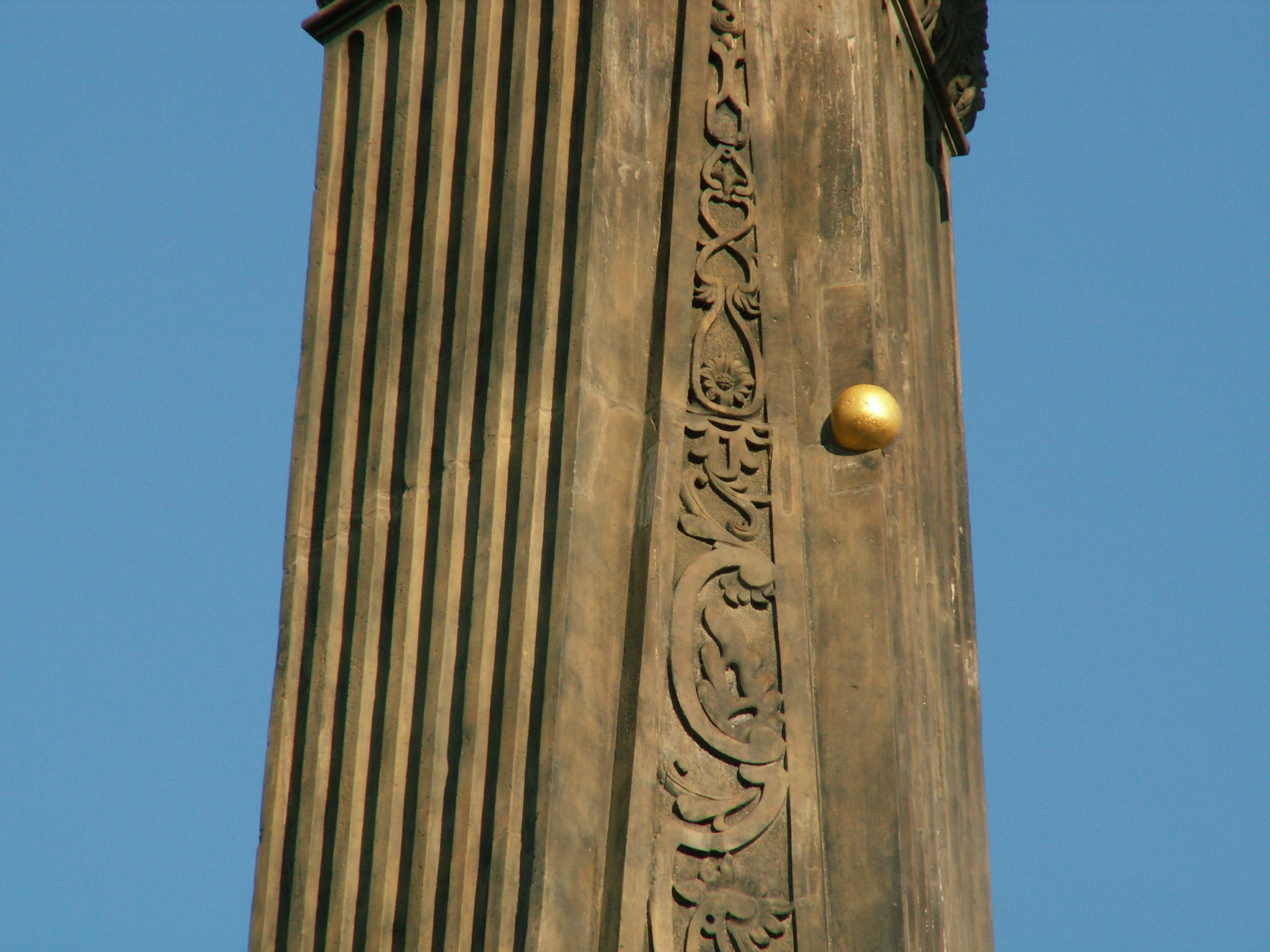
Aranyozott puskagolyó

1754-es befejezése óta az oszlop Olmütz nagy büszkesége, mivel mindenki, aki megalkotásában részt vett, a város lakosa volt. 1754. szeptember 9-én nagy ünnepség keretében avatták fel, amelyen Mária Terézia királynő is részt vett férje, Lotaringiai Ferenc császár társaságában, miként ezt az oszlop egyik felirata is megörökíti. 
Négy évvel később, amikor Olmützöt lerohanta a porosz hadsereg, a Szentháromság-oszlop többször megsérült. A város lakossága, nem törődve a lehetséges veszélyekkel, követségbe indult a porosz generálishoz azzal a kéréssel, hogy a katonák ne lőjenek az oszlopra. James Keith tábornok eleget tett a kérésnek, így az oszlopot nem érte több kár. Röviddel a háború után felújították, törzsében azonban emlékeztetőül meghagytak egy ágyúgolyót, amelyet bearanyoztak, így a mai napig emlékeztet az eseményekre.

## Leírás

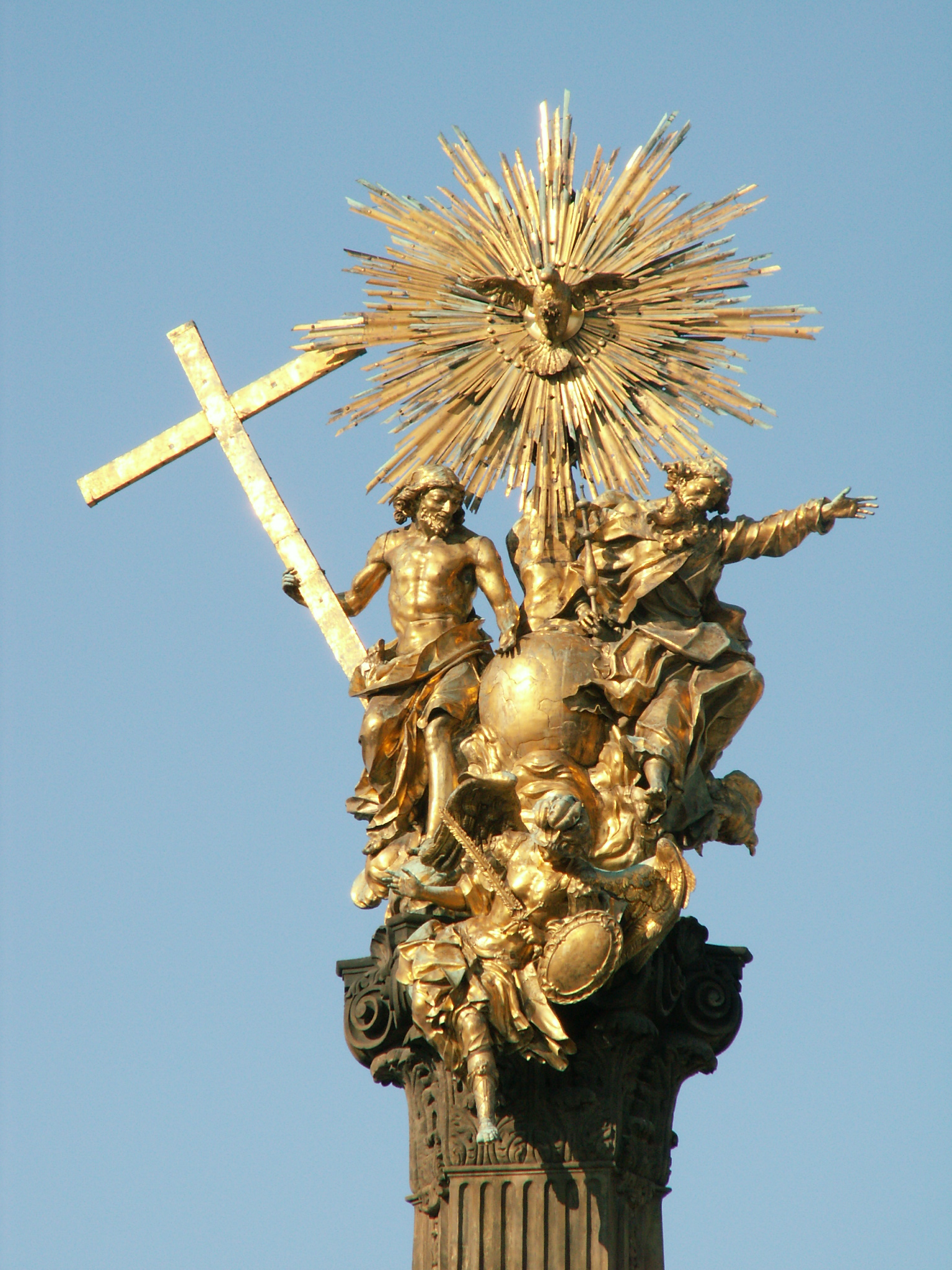
Aranyozott Szentháromság szoborcsoport az oszlop tetején

Az oszlopot a Szentháromságot ábrázoló aranyozott réz-szoborcsoport dominálja, amit felül Gábriel arkangyal, az oszlop törzsén alul pedig a Szűz Mária  mennybevételének dogmáját ábrázoló szobor keretez.
Az oszlop három szintből álló alapját 18 további, szenteket ábrázoló szobor és tizennégy díszes kártusban domborművek díszítik. A legfelső szinten Jézus földi életéhez kapcsolódó szentek alakjai állnak: anyjának szülei Szent Anna  és Szent Joachim, nevelőapja Szent József, valamint Keresztelő Szent János, aki előkészítette útját; mellettük Szent Lőrinc és Szent Jeromos, akiknek szentelték az olmützi városháza kápolnáját. Három relief a három Isteni erényt mutatja: a Hitet, a Reményt és a Szeretetet.
Az ez alatti szintet a morva szenteknek ajánlották: itt láthatóak Szent Cirill és Metód, akik 863-ban jöttek Nagymoráviába, hogy a keresztény hitet terjesszék (Szent Metód morva érsek lett), Szent Balázs, akinek tiszteletére az egyik olmützi főtemplomot szentelték, valamint a Csehország patrónusa Szent Béla és Nepomuki Szent János, aki Moráviában is nagy tiszteletnek örvendett.
Az alsóbb szinten Szent Móric és a másik cseh védőszent, Szent Václav alakja áll, nekik szentelték a két olmützi székesegyházat, Ausztria patrónusa Szent Flórián, aki a különböző szerencsétlenségek, elsősorban tűzvész ellen véd, Kapisztrán Szent János, aki kétszer meglátogatta a várost, hogy itt prédikáljon, Szent Antal, a minorita rend tagja, akiknek rendházuk volt Olmützben, Gonzága Lajos, a diákok védőszentje, akinek a szobra azt jelképezi, milyen fontos Olmütznek az itt lévő egyetem.
Ezek közt a szobrok között látható a 12 apostol reliefje. Az alsó szinten a fényhozó (lucifer) 12 szobra áll.

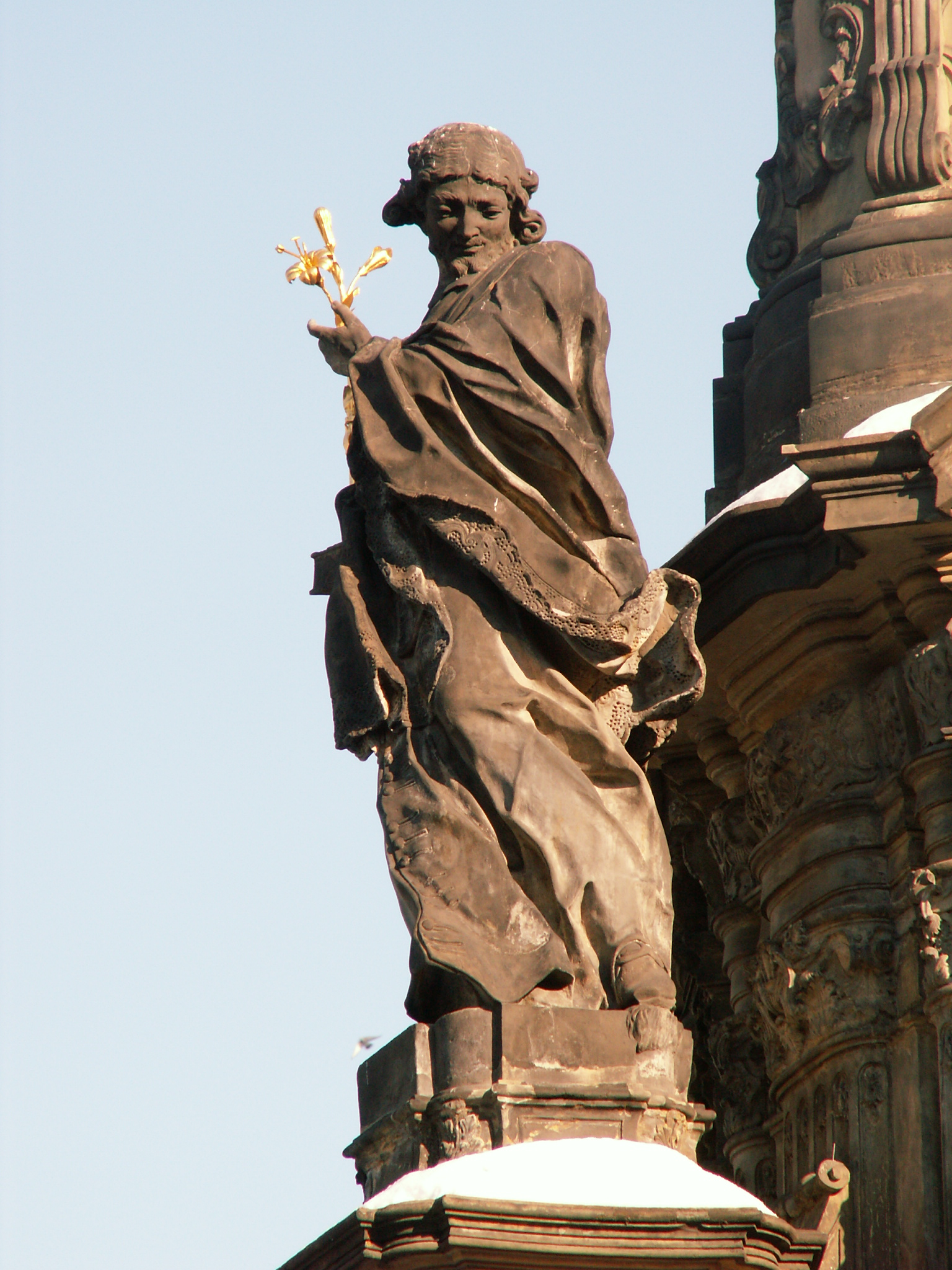
Szent Sarkander János szobra a Szentháromság-oszlopon

## Sarkander János
Az utolsó szobor ebben a sorban Szent Sarkander Jánost ábrázolja, akinek alakja (a liliomokkal, mint a tisztaság jelképével) a második szinten áll. Sarkander János pap volt, aki mártírhalált halt a Harmincéves háború idején, mert a legenda szerint, megtagadta a rábízott gyónási titok elárulását. Az oszlop építésének idején kivételes döntés volt az ő szobrát ide helyezni, mert szakított a hagyománnyal, hiszen Sarkander még nem szerepelt a kanonizált szentek között, sőt még boldoggá sem avatták, ami gondot okozhatott volna a Szentszéknél. A mártír kultusza azonban annyira erős volt, hogy az oszlop alkotói felvállalták ezt a rizikót. Sarkandert 1859-ben avatták boldoggá, 1995-ben pedig szentté, II. János Pál pápa olmützi látogatása alkalmával.

## Belső kápolna

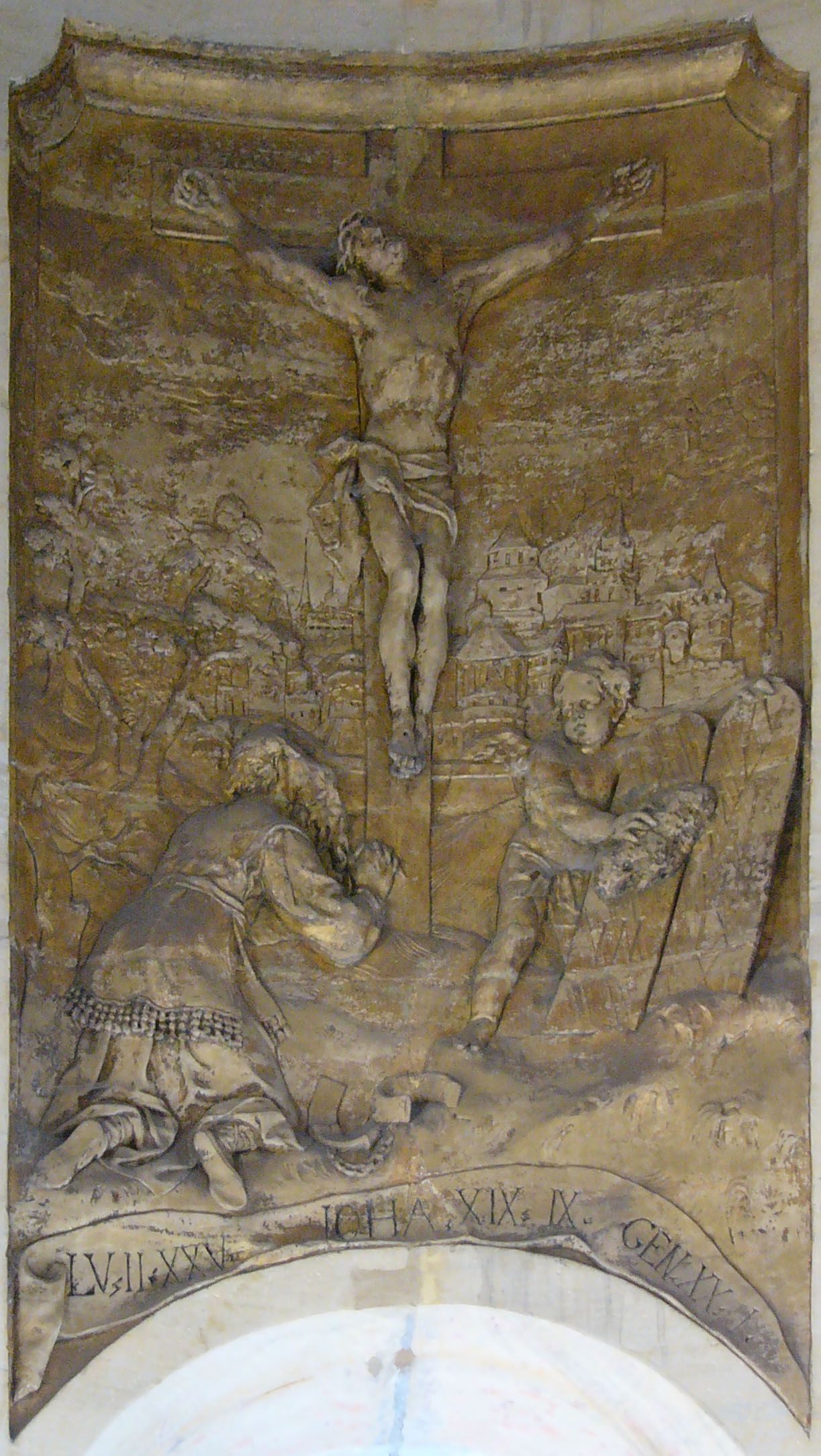
Krisztus megfeszíttetését ábrázoló relief

Az oszlopban belül egy kis festett kápolna van, melynek reliefjei Káin termés-áldozatát és Ábel elsőszülött bárány-áldozatát elevenítik fel, valamint Noé első égőáldozatát a vízözön után, ahogyan  Ábrahám készül Izsák feláldozására, végül Jézus kereszthalálát. A relief hátterében Jeruzsálem és Olmütz (Olomouc) városa fedezhetők fel.

## Az oszlop jelentősége napjainkban
Az oszlop 35 méter magas, így Csehország legmagasabb szoborcsoportja. 1995. augusztus 16. óta a Mária-oszloppal és a város barokk szökőkútjaival együtt a cseh kormány  262/1995 számú, kulturális nemzeti értékek védelméről szóló törvénye védi.  Archiválva 2017. május 31-i dátummal a Wayback Machine-ben 2000-ben az UNESCO a Világörökség részévé nyilvánította ezeket az értékeket, mint a közép-európai barokk legfontosabb megjelenési formáit. Az emlékművek és helyszínek értékelését végző nemzetközi ICOMOS bizottság előtt a következő követelményeknek feleltek meg: kritéria:
(i) – mesteri művészeti alkotás
(iv) – a nép történelmének fontos fázisait illusztráló kimagasló építészeti vagy technikai mű.

## Restauráció

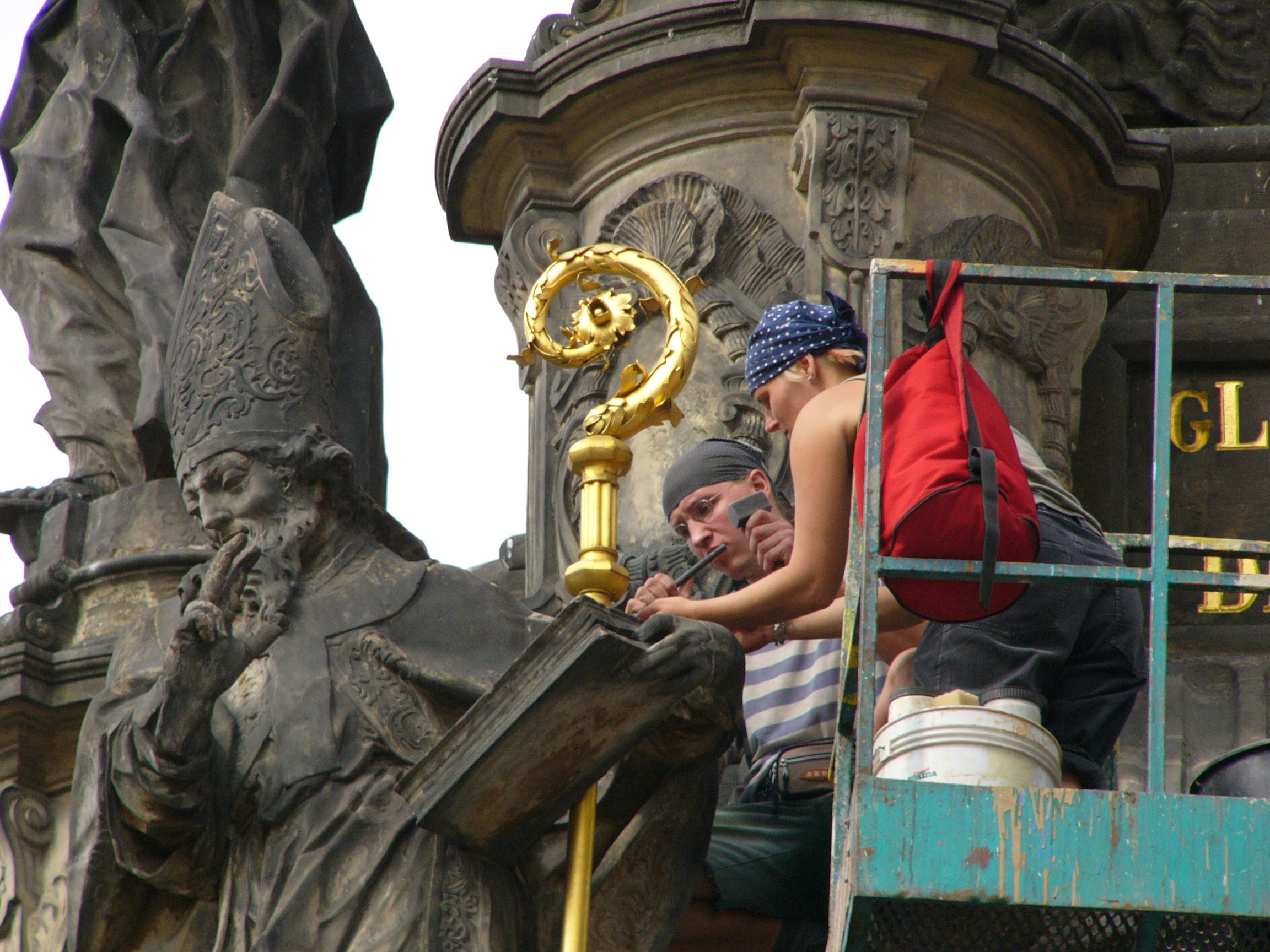
2006. szeptember 27-29.: az oszlop ellenőrzése

A fő restaurálási munkálatok 1834, 1879, 1926 és 1972-1975 években zajlottak. 1997-1998-ban az oszlopot egy komplex átvizsgálásnak vetették alá, amely megalapozta az 1999-2001-es felújítást. Ez a legutóbbi volt a legalaposabb restaurálás. A szakemberek megegyeztek abban, hogy 5 évenként átvizsgálják az oszlopot, valamint, hogy apróbb munkálatokhoz speciális, festékvédő gittet használnak.

## Kronogrammák

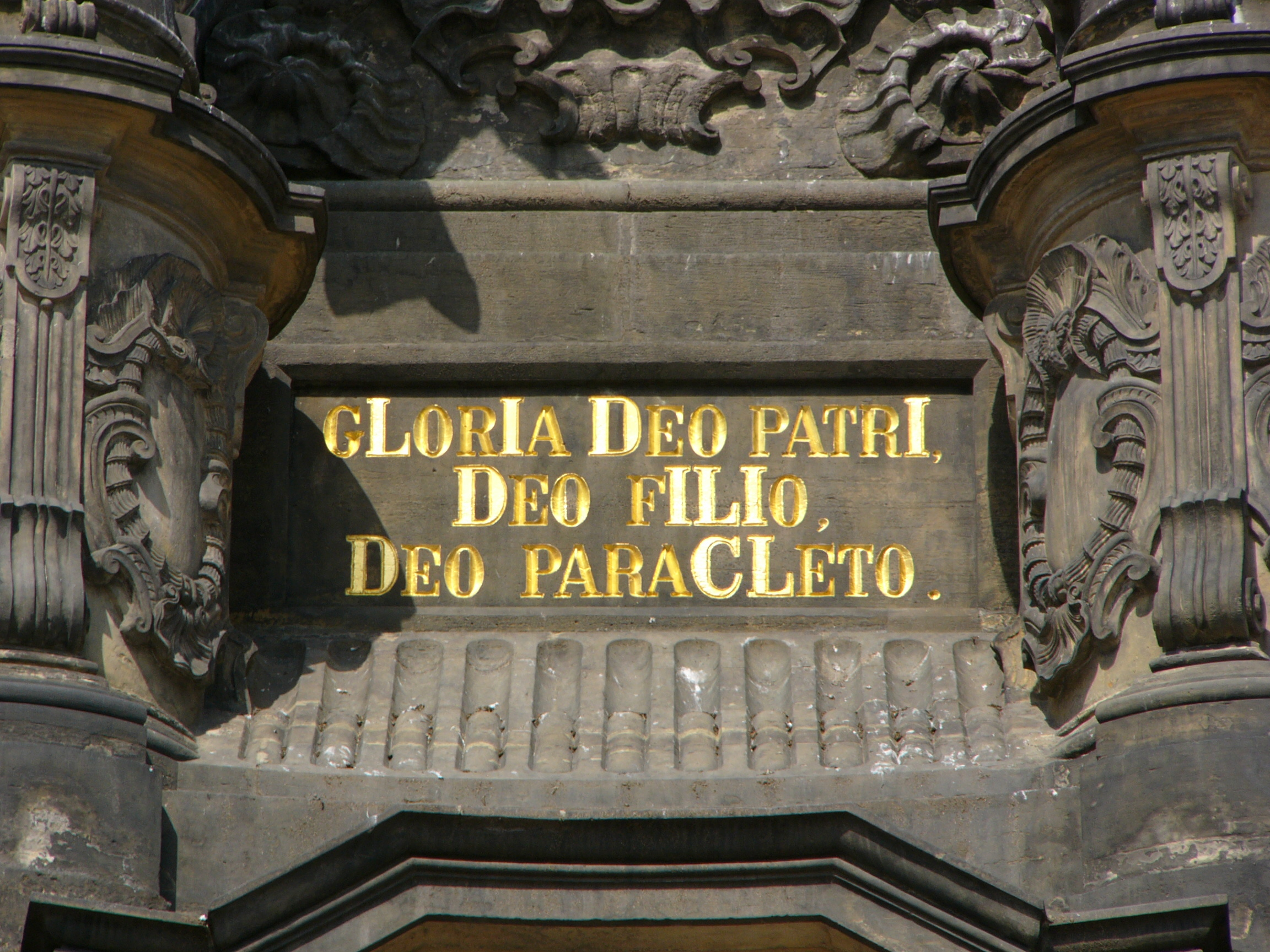
Kronogramma az oszlop déli oldalán.

Az oszlopon négy kronogramma olvasható. Ezek szövegében néhány betűt római szám helyettesít, melyeknek összege 1754, azaz az oszlop elkészülésének éve.
Kronogramma a déli oldalon, szent Péter reliefje alatt:
trIVnI VeroqVe Deo
praesentIbVs aVgVstIs
franCIsCo atqVe theresIa
CoLossVs Iste
a CardinaLe troIer
ConseCratVs 9. sept.
(A háromságos egy és igaz Istennek
Ferenc és Mária Terézia
Fennségek jelenlétében
Ezt a hatalmas művet
Felszentelte Tryersteini Ferdinand Julius Troyer kardinális
Szeptember 9-én)
Kronogramma a déli oldalon:
gLorIa Deo patrI
Deo fILIo
Deo paraCLeto
(Dicsőség az Atyaistennek
Fiúistennek
Szentlélek Istennek)
Kronogramma az északkeleti oldalon:
saCrata sInt
eI soLI
CorDa oMnIa
(Minden szív
Legyen 
Néki szentelve)
Kronogramma az északnyugati oldalon:
In fIDe pLena
spe fIrMa
CharItate perfeCta
(Teljes hitben
Kitartó reményben
Tökéletes szeretetben)

## Postai bélyegek
Az olmützi szentháromságoszlop szerepel a 2002. szeptember 14-én kiadott 14 koronás postai bélyegen A lenyomat Václav Fajt munkája Antonín Odehnal grafikai tervei alapján.

## Ajánlott cseh nyelvű irodalom
- Perůtka, Marek (ed.) (2001). Sloup Nejsvětější Trojice v Olomouci. – Statutární město Olomouc, Olomouc
- Los, Petr & Brabcová, Jitka (2002). Svatí na sloupu Nejsvětější Trojice v Olomouci. – Danal, Olomouc. ISBN 80 85 973 94-4
- Tichák, Milan (2002). Příběhy olomouckých pomníků. – Burian a Tichák, s. r. o, Olomouc

## Külső hivatkozások
- Milan Togner: Čestný sloup Nejsvětější Trojice v Olomouci Archiválva 2005. december 26-i dátummal a Wayback Machine-ben
- Az oszlop története, restaurátori munkálatok cseh nyelven
- Szentháromságoszlop Archiválva 2006. május 26-i dátummal a Wayback Machine-ben
- olomouci barokk szökőkutak és oszlopok és virtuális városnézés
- Pestisoszlop Archiválva 2020. július 22-i dátummal a Wayback Machine-ben cseh nyelven
- Olomouci Szentháromság-oszlop az UNESCO világörökség honlapján (angolul)
- Csehországinfo.hu – A Szentháromság-oszlop

## Fordítás
- Ez a szócikk részben vagy egészben  a   Sloup Nejsvětější Trojice (Olomouc) című cseh Wikipédia-szócikk ezen változatának fordításán alapul.  Az eredeti cikk szerkesztőit annak laptörténete sorolja fel. Ez a jelzés csupán a megfogalmazás eredetét és a szerzői jogokat jelzi, nem szolgál a cikkben szereplő információk forrásmegjelöléseként.,